# Anômero
Na química dos carboidratos, um anômero (português brasileiro) ou anómero (português europeu) é um tipo especial de epímero. Um anômero é um dos dois estereoisômeros de um sacarídeo cíclico, que diferem apenas na configuração do carbono hemiacetal, também chamado de carbono anomérico.
A anomerização  é o processo de converter um anômero em outro, e é o análogo da epimerização.
Anômeros são isômeros encontrados somente quando há carbono hemiacetal ou anomérico. Mutarrotação: É o processo no qual anômeros cíclicos, em água, abrem-se, passando por uma fase acíclica e retornando para a fase cíclica.
Na verdade, os epímeros são carboidratos que diferem apenas na configuração de um único carbono, independentemente de ser carbono anomérico. Nesse caso, A D-glicose é epímero da D-galactose no carbono C-4, e também é epímero da D-manose no carbono C-2.
|                   |                   |
| α-D-glucopyranose | β-D-glucopyranose |